# 265
Năm 265 là một năm trong lịch Julius. 

## Mất
- Tư Mã Chiêu